# Mistrzostwa Ameryki Południowej w Chodzie Sportowym 2010
17.  Mistrzostwa Ameryki Południowej w chodzie sportowym – zawody lekkoatletyczne, które odbyły się 6 oraz 7 marca 2010 roku w boliwijskim mieście Cochabamba. W klasyfikacji medalowej, z dorobkiem 10 medali, triumfowała reprezentacja Ekwadoru.
Złoci medaliści uzyskali kwalifikacje na puchar świata w chodzie sportowym.

## Rezultaty

### Mężczyźni
| Konkurencja:            | Złoto            | Wynik   | Srebro                  | Wynik   | Brąz                | Wynik   |
| Seniorzy (20 km)        | Rolando Saquipay | 1:24:50 | Gustavo Adolfo Restrepo | 1:27:40 | Yerko Araya         | 1:30:45 |
| Seniorzy (50 km)        | Mesías Zapata    | 4:17:00 | Washington Alvarado     | 4:21:08 | Washington Guevara  | 4:22:37 |
| Juniorzy (10 km)        | Caio Bonfim      | 43:08   | José Luis Montaña       | 43:20   | Niel García         | 46:10   |
| Juniorzy młodsi (10 km) | Eider Arévalo    | 43:35   | Brian Pintado           | 47:00   | Oscar Villavicencio | 47:51   |

### Kobiety
| Konkurencja:            | Złoto           | Wynik   | Srebro             | Wynik   | Brąz              | Wynik   |
| Seniorki (20 km)        | Sandra Galviz   | 1:40:48 | Claudia Balderrama | 1:42:48 | Milangela Rosales | 1:43:33 |
| Juniorki (10 km)        | Wendy Cornejo   | 52:46   | Ana Karina Bustos  | 54:02   | Marisol Álvarez   | 55:20   |
| Juniorki młodsze (5 km) | Kimberly García | 24:24   | Ana Karina Bustos  | 25:11   | Wendy Cornejo     | 25:23   |